# Berislav Pušić
Berislav Pušić (Krivodol kraj Mostara, 8. lipnja 1952.), hrvatski vojni zapovjednik iz Bosne i Hercegovine. 1992. postao je časnik Vojne policije HVO-a u Mostaru. 11. svibnja 1993. imenovan je za časnika HVO-a za suradnju s UNPROFOR-om. 5. srpnja iste godine postao je šef službe za razmjenu zarobljenika i drugih osoba, a 6. kolovoza predsjednik povjerenstva zaduženog za zatvore i druge zatočeničke objekte HVO-a.

### Suđenje u Haagu
2004. Međunarodni sud za zločine počinjene na području bivše Jugoslavije izdao je optužnicu za šest čelnika bivše HRHB - protiv Jadranka Prlića, Brune Stojića, Slobodana Praljka, Milivoja Petkovića, Valentina Ćorića i Pušića . Optužen je za progone na političkoj, rasnoj ili vjerskoj osnovi; ubojstvo; silovanje; deportacije; zatočavanje; nečovječna djela; hotimično lišavanje života; premještanje i zatvaranje civila; nečovječno postupanje; uništavanje imovine širokih razmjera i oduzimanje imovine koje nije opravdano vojnom nuždom, a izvedeno je protupravno i bezobzirno; okrutno postupanje; protupravni rad; bezobzirno razaranje gradova, naselja ili sela, ili pustošenje koje nije opravdano vojnom nuždom; uništavanje ili hotimično nanošenje štete ustanovama namijenjenim religiji ili obrazovanju; pljačkanje javne ili privatne imovine i protupravni napad na civile, Bošnjake, 1993. i 1994. tijekom napada na Prozor, Gornji Vakuf, Jablanicu, Ljubuški, Stolac, Čapljinu i Vareš, te opsadu Mostara u sklopu bošnjačko-hrvatskog sukoba. Prema optužnici, cilj je bilo protjerivanje bošnjačkog stanovništva, stvaranje etnički čistih prostora te konačno njihovo odvajanje i priključenje Hrvatskoj u granicama Banovine Hrvatske iz 1939. godine .
Pušić se dobrovoljno predao sudu te izjasnio da nije kriv ni po jednoj točki optužnice. Suđenje je počelo 26. travnja 2006., a završne riječi su se održale u ožujku 2011. Tužiteljstvo je predstavilo 145 svjedoka, a obrana 65, te uključilo 4 914 dokaznih predmeta u rasponu od 465 sudskih radnih dana , što taj predmet čini najduljim u povijesti tribunala [neaktivna poveznica]. Prvostupanjska presuda očekivala se u ožujku 2013., ali je odgođena za svibanj. U travnju 2013. zakazano je izricanje presude za 29. svibnja. 29. svibnja 2013. nepravomoćnom je prvostupanjskom presudom osuđen na 10 godina zatvora.
Dne 29. studenog 2017. godine konačnom je pravomoćnom drugostupanjskom presudom osuđen na 10 godina zatvora.